# Ендрю Крамер
Ендрю Крамер (англ. Andrew E. Kramer) — американський журналіст-розслідувач, який більше 15 років жив у Росії та працював у московському бюро газети «Нью-Йорк таймс». З 2022 року — голова бюро газети The New York Times у Києві. Лауреат Пулітцерівської премії за міжнародний репортаж як співробітник NYT (2017, 2023). З серпня 2024 року входить до російського санкційного списку МЗС Росії на в'їзд до країни.

## Ранні роки
Народився в Окленді, штат Каліфорнія, США. У 1994 році закінчив Каліфорнійський університет у Санта-Крусі, отримавши ступінь бакалавра в галузі історії. Здобув ступінь магістра в галузі історії в Оксфордському університеті.

## Кар'єра
Журналістикою почав займатися ще у коледжі, дописував до місцевої газети. Російську мову вчив після коледжу, також навчався у Санкт-Петербурзі. Працював в агентстві Ассошіейтед Прес у Портленді, Орегон, і в Нью-Йорку, дослідником та новинним помічником у газеті The Washington Post і позаштатним репортером у газеті San Francisco Chronicle.
Влітку 1995 року працював у газеті Ukiah Daily Journal в Юкаї, Каліфорнія.
У 2005 році приєднався до газети The New York Times (NYT), ставши кореспондентом Business Day у Києві. З 2007 по 2011 рік висвітлював події в Іраку. Понад 15 років жив і працював у Росії. Працював у бюро NYT у Москві.
2014 року почав працювати над матеріалами про російський вплив на політику у США — проєкт Dark Arts — у команді з іншими журналістами-розслідувачами, довівши, що російська влада перерахувала $12 мільйонів Полу Манафорту, одному із консультантів Дональда Трампа.
У 2017 році група журналістів NYT отримала Пулітцерівську премію за міжнародний репортаж за серію статей із «репортажами, які спонукають до дій, про спроби Володимира Путіна спрямувати владу Росії за кордон, розкриття методів, які включали вбивства, переслідування в Інтернеті та підкидання викривальних доказів опонентам», серед яких була стаття Крамера «Як Росія найняла елітних хакерів для своєї кібервійни» (англ. How the Kremlin Recruited an Army of Specialists for Cyberwar).
22 липня 2022 року NYT оголосили, що Крамер став першим головою бюро газети в Україні. Станом на вересень 2022 року у бюро працювало «5—6 репортерів і стільки ж фотографів».
2023 року Крамер та інші журналісти NYT отримали Пулітцерівську премію за міжнародний репортаж за публікацій і їхнє «непохитне висвітлення вторгнення Росії в Україну, включаючи восьмимісячне розслідування загибелі українців у місті Буча та російського підрозділу, відповідального за вбивства», підбірка включала статтю Крамера «Вони померли біля моста. Це — їхня історія» (англ. They Died by a Bridge in Ukraine. This Is Their Story).

## Критика
Після отримання Крамером Пулітцерівської премії 2017 року головний редактор видання Meduza Іван Колпаков звинуватив Крамера у плагіаті, заявивши, що той використав у своїй статті матеріал із двох репортажів журналіста Meduza Данила Туровського, але не вказав обидва посилання. Журналіст Олег Кашин на це відреагував словами про те, що якби Крамер отримав нагороду за переказ матеріалів з видань першого світу, то це викликало б «величезний скандал». Крамер не погодився із звинуваченнями, «що стаття „в цілому“ переказала дві статті „Медузи“», а NYT опублікував заяву, що «репортаж та інтерв'ю були оригінальними [матеріалами]». Колпаков повідомив, що Meduza буде проводити незалежний аналіз тексту і подасть аеляцію до організаційного комітету Пулітцерівської премії. Станом на 2025 рік премію Крамера не відкликали.
Протягом 2020—2021 років Крамер присвятив низку публікацій темі боротьби з коронавірусом, і частина українських медіа звинуватили його в участі у російській пропаганді популяризації російської вакцини Спутник V, а українське інтернет-видання «Детектор медіа» охарактеризувало ці матеріали як «де-факто рекламного характеру». Крамер писав позитивно про ефективність російської медицини проти коронавірусу і опублікував звіт про свою власну вакцинацію Спутником V у 2021 році.
Частина представників громадянського суспільства України звинувачують Крамера у проросійських поглядах у його статтях. Так, журналіст Ярослав Зубченко наводить у своїй колонці приклади фраз у текстах Крамера, які зображували Україну «з точки зору Москви» — «громадянська війна» (англ. civil war), «висвітлення обох сторін війни, включаючи проросійську повстанську сторону» (англ. reporting both sides of the war, including the pro-Russian rebel side), за участю «сепаратистів, яких підтримує Росія» (англ. Russian-backed separatists), без прямого визнання російського вторгнення. Крамер також внесений до бази даних «Миротворець», зокрема через акредитацію журналіста російськими окупантами. У 2020 році «Детектор медіа» висвітлив опис Крамером війни як «сепаратистської» (англ. separatist). Також його звинувачують у колоніальному баченні України. Зубченко також зазначає, що у нещодавніх статтях Крамера з початку повномасштабної війни загалом «відсутні кричущі маніпуляції», на його думку Крамер тепер «хвалить українську владу, розповідає про перемоги, пояснює, чому [Україна] не хоче йти на припинення вогню».
Сам Крамер в інтерв'ю інтернет-журналу «Bird In Flight» зауважив, що йому відомо про певну критику його призначення та його роботи, але він «висвітлював події у Росії як міг», і також він розуміє, що «в Україні це проблема, коли журналісти, які знаходяться в Росії, висвітлювали події на колишньому радянському просторі. Можливо, цього не слід було робити саме так, проте більшість іноземних ЗМІ робили це [так]».

## Особисте життя
Одружений на російській журналістці Анні Нємцовій (не має відношення до вбитого опозиційного політика Бориса Нємцова).